# Mauregard
Mauregard je francouzská obec v departementu Seine-et-Marne v regionu Île-de-France. V roce 2012 zde žilo 332 obyvatel. Na území obce leží část letiště Charlese de Gaulla.

## Sousední obce
Épiais-lès-Louvres (Val-d'Oise), Le Mesnil-Amelot, Moussy-le-Neuf, Moussy-le-Vieux, Roissy-en-France (Val-d'Oise), Tremblay-en-France (Seine-Saint-Denis), Vémars (Val-d'Oise)

## Vývoj počtu obyvatel
Počet obyvatel